# HD 116087
HD 116087 (J Centauri) é uma estrela binária na constelação de Centaurus. Com uma magnitude aparente visual de 4,51, é visível a olho nu em locais sem excesso de poluição luminosa. De acordo com medições de paralaxe pelo satélite Gaia, está localizada a aproximadamente 367 anos-luz (113 parsecs) da Terra. A essa distância, sua magnitude é diminuída em 0,07 devido à extinção causada por gás e poeira no meio interestelar. O sistema é membro do subgrupo Centaurus Inferior-Crux da associação Scorpius–Centaurus, a associação OB mais próxima do Sol.
J Centauri é uma estrela binária visual com uma separação de 0,164 segundos de arco e período orbital estimado em 16,9 anos. A massa das estrelas já foi estimada em 4,25 e 1,80 vezes a massa solar. O componente mais brilhante é uma estrela de classe B da sequência principal com um tipo espectral de B3V. Está irradiando 500 vezes a luminosidade solar e tem uma temperatura efetiva de 16 200 K, o que indica que possui coloração azul-branca.
O sistema forma uma binária visual com HD 116072, uma estrela de classe espectral B3/5 e magnitude aparente visual de 6,15 que está a uma separação de 60 segundos de arco. Também denominada V790 Centauri, já foi identificada como uma estrela variável binária eclipsante e apresenta uma variação de magnitude entre 6,15 e 6,33, causada pelos eclipses mútuos de duas estrelas com período orbital de 1,278 dias, próximas de uma configuração de contato. Anteriormente considerada um possível membro do sistema J Centauri, a sonda Gaia mostrou que está muito mais distante, a uma distância de 405 ± 8 parsecs da Terra.